# Lars Asklund

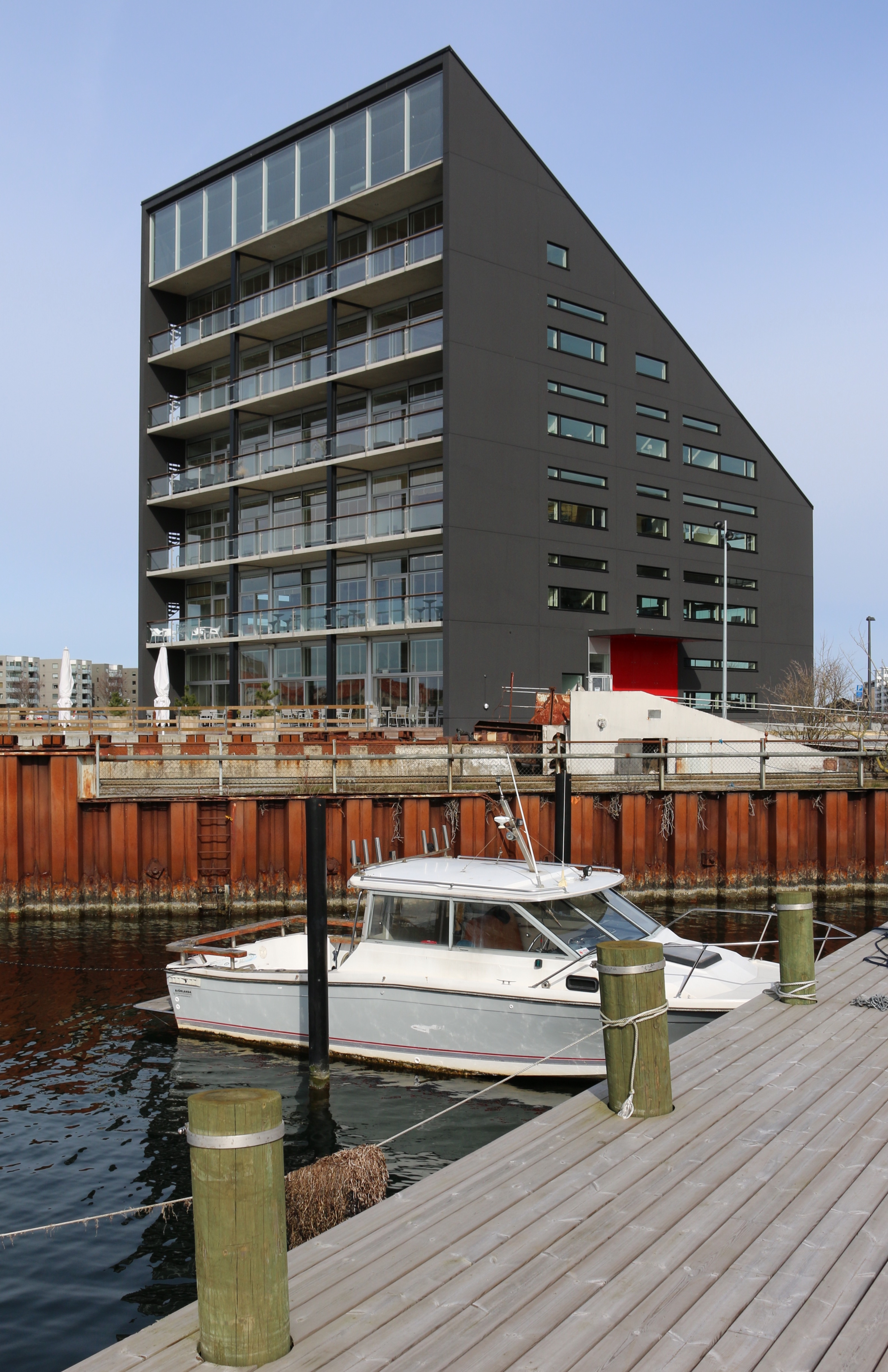
Dragörskajen i Limhamn

Lars Asklund, född 7 september 1942, är en svensk arkitekt.
Lars Asklund har ritat byggnader främst i Malmö.

## Utmärkelser, ledamotskap m.m.
- Ledamot av Vetenskapssocieteten i Lund (LVSL, 2003)

## Verk i urval
- 1984 Villa Ursing, Lund
- 1986 Bostadshus Västergatan 16, Malmö
- 1994 Wallenberglaboratoriet UMAS, Malmö
- 2000 Intentia, Västra Hamnen, Malmö (Lars Asklund & Marcus Jansson Arkitekter AB)